# Tadarida gallagheri
Tadarida gallagheri — вид кажанів родини молосових.

## Середовище проживання
Цей вид був зареєстрований тільки в типовій місцевості в Демократичній Республіці Конго.

## Стиль життя
Як інші члени роду, передбачається, літає на відносно великій висоті і, можливо, лаштує сідала в дуплах дерев, ущелинах і печерах.